# Da (pièce de théâtre)
Pour les articles homonymes, voir DA.
Da est une pièce de théâtre de Hugh Leonard créée en 1973 au Olney Theatre Center de Olney. Elle a débuté Off-Off-Broadway à l'Hudson Guild Theatre en 1978 avant d'être jouée à Broadway.

## Argument
Après la mort de son père adoptif, Charlie, un écrivain qui vit à Londres depuis de nombreuses années, retourne dans sa maison d'enfance à Dalkey dans la banlieue de Dublin. Il constate que la maison est remplie de fantômes, notamment de ses parents et de lui quand il était enfant.

## Distinctions
- Tony Awards 1978[1]
  - Tony Award de la meilleure pièce
  - Tony Award du meilleur acteur dans une pièce pour Barnard Hughes
  - Tony Award du meilleur acteur dans un second rôle dans une pièce pour Lester Rawlins
  - Tony Award de la meilleure mise en scène pour une pièce